# Adèle Hugo

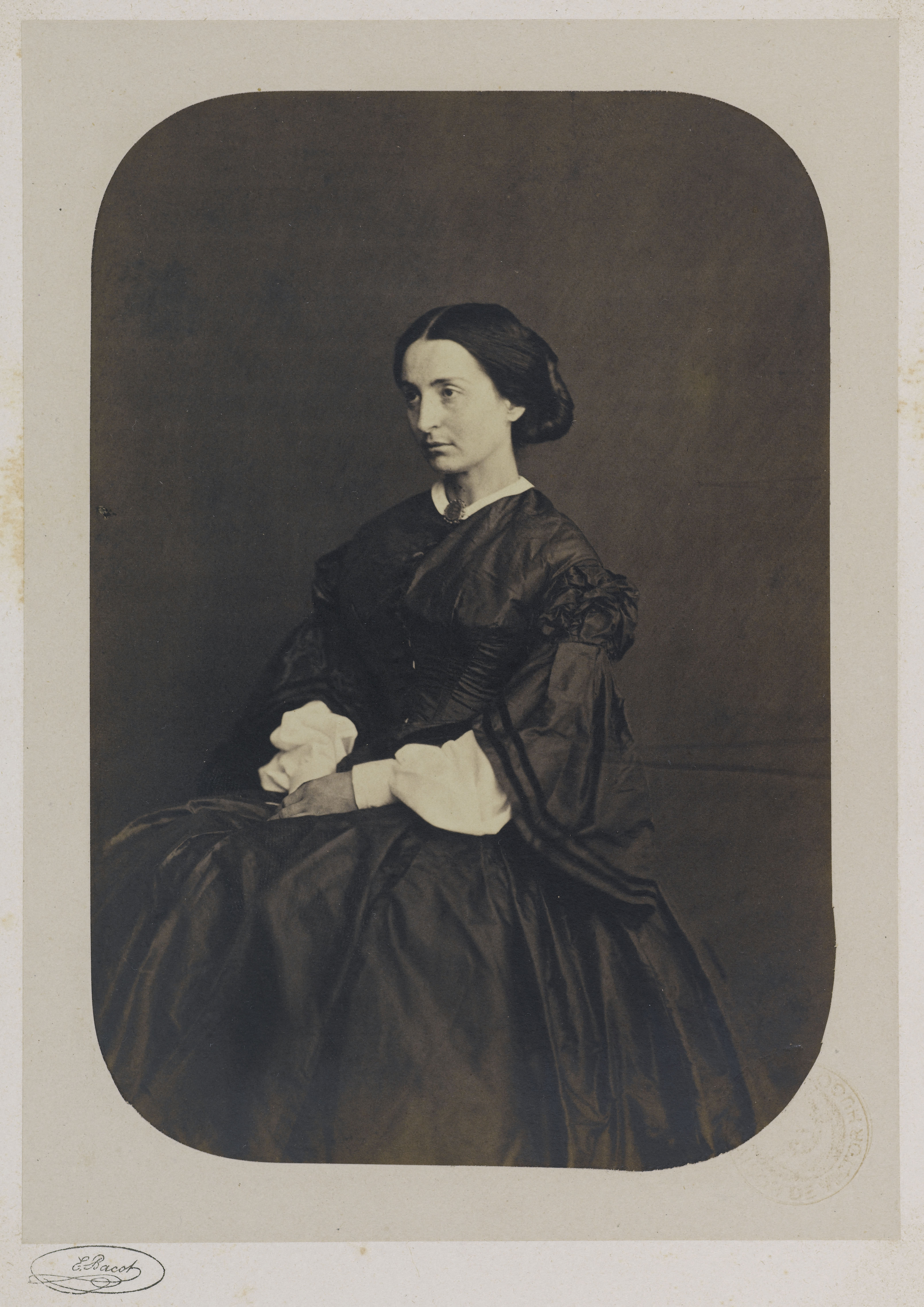
Adèle Hugo auf Guernsey im Sommer 1862

Adèle Hugo (* 24. August 1830 in Paris; † 21. April 1915 in Suresnes) war eine französische Komponistin und Autorin. Sie war das fünfte Kind und die zweite Tochter von Victor Hugo und Adèle Foucher.

## Leben

### Kindheit
Adèle Hugo wurde einen Monat nach den Julirevolution von 1830 geboren, in denen König Karl X. gestürzt und Louis-Philippe I. zum König ernannt wurde.
1843 musste die 13-jährige Adèle Hugo den tragischen Todesfall von vier Familienmitgliedern, darunter ihre geliebte Schwester Leopoldine, verkraften, die bei einer Bootsfahrt auf der Seine in Villequier ertrunken waren.
Adèle Hugo war eine talentierte Pianistin und Komponistin.

### Exil mit ihrem Vater
1852 folgte sie ihrem Vater ins Exil nach Jersey und später nach Guernsey und führte das Familientagebuch. Da Adèle das Leben im Exil nicht gut verkraftete und vom Tod ihrer Schwester verfolgt wurde, litt sie unter Depressionen. Sie zeigte erste Anzeichen einer schweren psychischen Störung (Psychosomatisierung, Nervenzusammenbrüche, Wahnvorstellungen, hohes Fieber, wiederholte Magen-Darm-Entzündungen) und wurde 1858 zur Behandlung nach Frankreich zurückgebracht.
Auf Jersey lernte sie 1854 den britischen Leutnant Albert Pinson kennen, der mit ihrer Familie an Tischrücken teilnahm. Sie verliebte sich unsterblich in ihn, doch diese Liebe wurde nicht erwidert. Adèle Hugo, die sich als seine Verlobte betrachtete, wies die Heiratsanträge ihrer anderen Verehrer zurück.

### Aufenthalt in Kanada
Adèle Hugo ließ ihre Familie glauben, dass sie nach Malta reiste, und überquerte den Atlantik in der Hoffnung, den Offizier in Halifax, Kanada, zu finden. Ihr Verhalten wurde zwanghaft. Sie belästigte den Leutnant, der sie zurückwies, aber regelmäßig Geld von ihr erpresste. Sie wendete viele Tricks an, um ihn zu überzeugen, sie zu heiraten, und konsultierte sogar einen Hypnotiseur, um ihn in eine Art Rauschzustand zu versetzen und zur Heirat zu zwingen.
Sehr lange erklärte sie ihren Eltern per Post, dass die Hochzeit bevorstehe. Ihre Familie flehte sie an, wegen des schlechten Gesundheitszustands ihrer Mutter zurückzukehren, aber sie entschied sich, in Halifax zu bleiben. Im September 1863 schrieb sie ihren Eltern, dass sie endlich Leutnant Pinson geheiratet habe, und ihr Vater verkündete die Nachricht in La Gazette de Guernesey. Einige Wochen später, als sie gezwungen war, den Betrug zu enthüllen, fiel sie endgültig dem Wahnsinn anheim. Sie blieb in Kanada und Victor Hugo sorgte für ihren Unterhalt. Ihre Mutter, Adèle Foucher, starb 1868 an einem Schlaganfall.
Während eines Aufenthalts auf Barbados, wohin sie dem Leutnant gefolgt war, ließ sie sich „Madame Pinson“ nennen. Albert Pinson, der ihr keine Aufmerksamkeit mehr schenkte, verließ 1869 die Karibik.

### Internierung und Lebensende
1872 ging Adèle Hugo nach Frankreich zurück. Victor Hugo brachte sie bei dem mit der Familie befreundeten Arzt Léon-Émile Allix unter, bevor er sie in die Heilanstalt in Saint-Mandé einweisen ließ.
Adèle nahm das Schreiben ihres Tagebuchs in verschlüsselter Sprache und das Klavierspielen wieder auf. Nach dem Tod ihres Vaters 1885 wurde sie in das Krankenhaus der von Valentin Magnan gegründeten Stiftung in Suresnes eingewiesen.
Dort starb sie 1915 während des Ersten Weltkriegs. Sie ruht auf dem Friedhof von Villequier neben ihrer Mutter und ihrer Schwester Leopoldine.

## Pathologie
Adèle Hugo war anfällig für Erotomanie (Liebeswahn). Die Symptome der psychischen Störung, an der sie litt (Halluzinationen, Mythomanie, Tendenz zur bipolaren Störung, Persönlichkeitsstörung mit Verlust des Realitätsbezugs), sind ebenfalls mit Schizophrenie verwandt.
Sie war nicht das einzige Mitglied der Hugo-Familie, das an Demenz litt. Ihr Onkel väterlicherseits, Eugène Hugo (1800–1837), verfiel trotz vielversprechender literarischer Anfänge ebenfalls dem Wahnsinn.

## Anerkennung
Der Komponist Richard Dubugnon, der in ihrem Haus auf Guernsey Partituren gefunden hat, die sie während ihres Aufenthalts mit ihrem Vater auf der Insel geschrieben haben soll, lässt sie im August 2023 vom Sinfonieorchester Orchestre Victor Hugo Franche-Comté während des Festival Berlioz aufführen.

## Veröffentlichung
- Le Journal d’Adèle Hugo (Hrsg.): Frances Vernor Guille, Band 1 bis 4, Paris, Minard, 1968 bis 2002

## Film
- 1975 verfilmte François Truffaut die ersten beiden Bände ihres Tagebuchs unter dem Titel Die Geschichte der Adèle H. mit Isabelle Adjani in der Titelrolle.